# Vanessa Mohr
Pour les articles homonymes, voir Mohr.
Vanessa Mohr, née le 7 mars 1995 à Pretoria, est une nageuse sud-africaine.

## Carrière
Aux Championnats d'Afrique de natation 2010 à Casablanca, Vanessa Mohr obtient la médaille d'or du 100 mètres papillon et du relais 4 x 100 mètres quatre nages, ainsi que la médaille d'argent du 50 mètres papillon.
Elle obtient la médaille de bronze du 50 mètres papillon aux Championnats du monde juniors de natation 2011 à Lima.
Aux Jeux africains de 2015 à Brazzaville, Vanessa Mohr obtient la médaille d'or des relais 4 x 100 mètres nage libre et 4 x 100 mètres quatre nages, ainsi que la médaille d'argent des 50 et 100 mètres papillon.